# TV8 (Турция)
TV8 (стилизованное написание: tv8) — турецкий телеканал. Основан 22 февраля 1999 года турецким бизнесменом Мехметом Назифом Гюналом на базе принадлежащей ему медиагруппы MNG. Слоган — «tv8, Beraberiz!» (тур. tv8, Мы вместе).
С 2013 года канал входит в состав активов медиахолдинга Acun Medya, принадлежащего турецкому телеведущему Аджуну Ылыджалы. 12 ноября 2015 года 30 % акций канала приобрела медиагруппа Doğuş. Канал является одним из крупнейших производителей рейтинговых телешоу на турецком телевидении, таких как «Этот голос — Турция» (турецкая версия шоу «Голос»), «Талант — это вы» (турецкая версия шоу «Минута славы»), «Выживший. Все звёзды» (турецкая версия шоу «Последний герой») и других.